# Ipotensione endocranica
L'ipotensione endocranica o intracranica è una condizione neurologica caratterizzata da una pressione endocranica eccessivamente bassa.
I sintomi includono mal di testa, sensibilità alla luce o al suono, nausea, vomito, vertigini, diplopia, difficoltà di concentrazione e compromissione della memoria.